# Jacob François Marulaz
Dit overzicht is mogelijk incompleet; u kunt helpen door het uit te breiden.

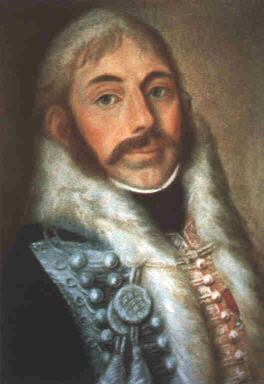
Jacob François Marulaz

Jacob François Marulaz (Leiskamm, 6 november 1769 – 10 juni 1842) was een Frans generaal ten tijde van Napoleon.

## Leven
Jacob François Marulaz nam op jonge leeftijd dienst in het Franse leger. Hij werd opgeleid in het tweede regiment Huzaren. Hij nam als brigadier in het revolutionaire leger deel aan de veldtochten in België, de Vendée, de Rijn en Zwitserland. Tijdens de slag bij Zürich werd Marulaz gewond aan de borst. Hij herstelde en in 1804 had hij al de rang van generaal bereikt. Hij vocht in de slagen bij Golymin, Eylau, Labiau en Wagram. Hij werd zwaar gewond aan het been en moest op rust gaan. In 1808 werd Marulaz benoemd tot baron van het keizerrijk en op 12 juli 1809 werd hij benoemd tot divisie-generaal. Hij voerde tot het einde van het keizerrijk het bevel over de stad Besançon. In 1814 hield de stad bij de belegering vier maanden stand onder zijn bevel. Na de terugkeer van de Bourbons werd Marulaz op rust gesteld.
- Bibliothèque nationale de France: cb16699951f (data)
- Gemeinsame Normdatei: 138802629
- International Standard Name Identifier: 0000 0000 6842 3799
- Library of Congress Control Number: no2013110809
- Base Léonore: LH//1772/8
- Virtual International Authority File: 95427260
- WorldCat: E39PBJmtxQCwpFc6kbc7vhF9Xd